# Carl-Johan Groth
Carl-Johan Groth, född 16 augusti 1932 i Helsingfors, död 7 augusti 2017 i Katrineholm, var en svensk diplomat.

## Biografi
Groth var son till direktör Carl-Johan Groth och Margareta Sonkin samt bror till Carl-Gustav Groth. Han diplomerades från Handelshögskolan i Stockholm 1958 och blev attaché vid Utrikesdepartementet (UD) 1959. Groth tjänstgjorde i Madrid 1960–1962, Canberra 1962–1964 vid UD 1965–1969 och i Havanna 1969–1972. Han var generalkonsul i Rio de Janeiro 1973, ambassadråd i Santiago de Chile 1974, departementsråd vid administrativa avdelningen vid 1976 och vid politiska avdelningen 1977–1979. Groth var ambassadör i Pakistan 1979–1983, minister vid Sveriges ständiga delegation vid de Internationella organisationerna i Genève 1983–1986, departementsråd vid internationella utvecklingssamarbetet vid UD 1986–1990 och ambassadör i Köpenhamn 1990–1996.